# Antonio Pagudo
Antonio Pérez Agudo (Baza, Granada, 2 de febrero de 1977), más conocido como Antonio Pagudo, es un actor de cine, teatro y televisión español.
Es principalmente conocido por interpretar a Javier Maroto en la serie La que se avecina.

## Biografía
Se licenció en Arte Dramático con especialidad en interpretación gestual en la Real Escuela Superior de Arte Dramático (RESAD).
Su trayectoria profesional es sobre todo teatral, aunque también tiene experiencia en televisión e incluso ha hecho sus incursiones en el cine. En teatro, ha sido Yllana la compañía a la que ha estado unido más de diez años. Ha formado parte de espectáculos como Spingo o Star Trip, con los que ha recorrido España y otros tantos países. Sin embargo, su fama le llegó gracias a su interpretación de Javier Maroto en la comedia televisiva La que se avecina, que emite el canal privado español Telecinco desde abril de 2007 en horario de máxima audiencia.
Además, trabajó para Canal Sur durante dos años en la serie Arrayán. Más tarde, hizo varias apariciones donde interpretó a Sergio «el del catastro» en Cuéntame cómo pasó (TVE). En la gran pantalla ha participado en proyectos independientes, tales como Mi tío Paco, de Tacho González, o El Síndrome de Svenson, de Kepa Sojo. En 2013, comenzó el doblaje de la película Free Birds (¡Vaya Pavos!) en la que dio voz al personaje de Reggie y en la que coincidió con dos de sus compañeros de la serie La que se avecina, Pablo Chiapella y Eva Isanta. En 2014 interpretó el papel de Fedrias en El eunuco de Terencio, comedia dirigida por Pep Antón Gómez para la XL edición del Festival Internacional de Teatro Clásico de Mérida.
Durante noviembre de 2016 interpretó a Dionisio Ridruejo en la miniserie Lo que escondían sus ojos en la cadena Telecinco.
El 14 de enero de 2019, se anuncia que el actor de La que se avecina abandona la ficción tras 11 temporadas y siendo uno de los personajes fijos desde el principio de la serie interpretando a Javier Maroto.
En 2020 ficha por Benidorm la nueva serie de Antena 3 interpretando a Xabier Zurita. En 2025 Ladrones: La tiara de santa Águeda estrena en Disney+.

## Filmografía

### Series
| Año         | Título                             | Personaje                        | Cadena    | Episodios     |
| ----------- | ---------------------------------- | -------------------------------- | --------- | ------------- |
| 2004 - 2005 | Arrayán                            | Juan                             | Canal Sur |               |
| 2005 - 2007 | Cuéntame cómo pasó                 | Sergio                           | TVE       | 13 episodios  |
| 2006        | Odiosas                            | Trabajador de oficina            | TVE       | 1 episodio    |
| 2007 - 2019 | La que se avecina                  | Javier «Javi» Maroto Gutiérrez   | Telecinco | 154 episodios |
| 2016        | Lo que escondían sus ojos          | Dionisio Ridruejo                | Telecinco | 4 episodios   |
| 2020 - 2021 | Benidorm                           | Xabier María "Xabi" Zurita Murua | Antena 3  | 8 episodios   |
| 2025        | Ladrones: La tiara de santa Águeda | Julio Pizarro                    | Disney+   | 6 episodios   |

### Programas de Televisión
| Año        | Programa               | Canal          | Notas    |
| ---------- | ---------------------- | -------------- | -------- |
| 2017       | Dani & Flo             | Cuatro         | Invitado |
| 2018; 2025 | El hormiguero          | Antena 3       | Invitado |
| 2019       | El cielo puede esperar | Movistar Plus+ | Invitado |
| 2019       | El concurso del año    | Cuatro         | Invitado |
| 2022       | Días de cine           | TVE            | Invitado |

### Series web
| Año  | Título         | Personaje | Cadena  | Episodios  |
| ---- | -------------- | --------- | ------- | ---------- |
| 2019 | Terror y feria | Novio     | Flooxer | 1 episodio |

### Cine
| Año  | Título                  | Personaje                 | Dirección               |
| ---- | ----------------------- | ------------------------- | ----------------------- |
| 2006 | El síndrome de Svensson | Teles                     | Kepa Sojo               |
| 2006 | GAL                     | Secretario de Estado      | Miguel Courtois         |
| 2007 | Salir pitando           | Cliente                   | Álvaro Fernández Armero |
| 2010 | Desechos                | Talín                     | David Marqués           |
| 2013 | Save the Zombies        | Borja                     | Federico López          |
| 2016 | Villaviciosa de al lado | Juan Diego López "Juandi" | Nacho G. Velilla        |
| 2018 | Los futbolísimos        | Felipe                    | Miguel Ángel Lamata     |
| 2022 | Héroes de barrio        | Luis                      | Ángeles Reiné           |
| 2022 | Mamá no enRedes         | Ernesto                   | Daniela Fejerman        |
| 2022 | Por los pelos           | Juanjo                    | Nacho G. Velilla        |
| 2022 | Mañana es hoy           | Charly                    | Nacho G. Velilla        |
| 2023 | Bajo terapia            | Esteban                   | Gerardo Herrero         |
| 2023 | Fenómenas               | Camarero Jesús            | Carlos Therón           |
| 2023 | Cuánto me queda         | Luis                      | Carolina Bassecourt     |

### Doblaje
- 2013 - Free Birds (¡Vaya Pavos!) como la voz de Reggie.

### Cortometrajes
| Año  | Título                     | Personaje             | Dirección           |
| ---- | -------------------------- | --------------------- | ------------------- |
| 2020 | Operación RAE              | Málaga                | Borja Álvarez       |
| 2018 | El Jarrón                  |                       | Rubén Tejerina      |
| 2015 | Una mañana cualquiera      | Pasajero protagonista | Miguel Martí        |
| 2015 | Entretelas                 | Juanito               | Luis Sánchez-Polack |
| 2013 | Amateur                    | Dionisio              | David Salvochea     |
| 2010 | ¿Quién es Florinda Bolkan? | Diego                 | Rubén Torrejón      |
| 2006 | Mi tío Paco                | Paco                  | Tacho González      |
| 2006 | Línea 57                   | Toni                  | Ádel Kháder         |

### Teatro
- 2011 - El club de la comedia
- 2011 - 2012 - Brokers
- 2013 - Muu! 2
- 2014 - 2015 - El eunuco
- 2017 - El crédito
- 2018 - Perfectos desconocidos[15]